# Districtul Debrecen
Debrecen (în maghiară Debreceni járás) este un district în județul Hajdú-Bihar, Ungaria.
Districtul are o suprafață de 531,13 km2 și o populație de 217.217 locuitori (2013).